# Vespa LX

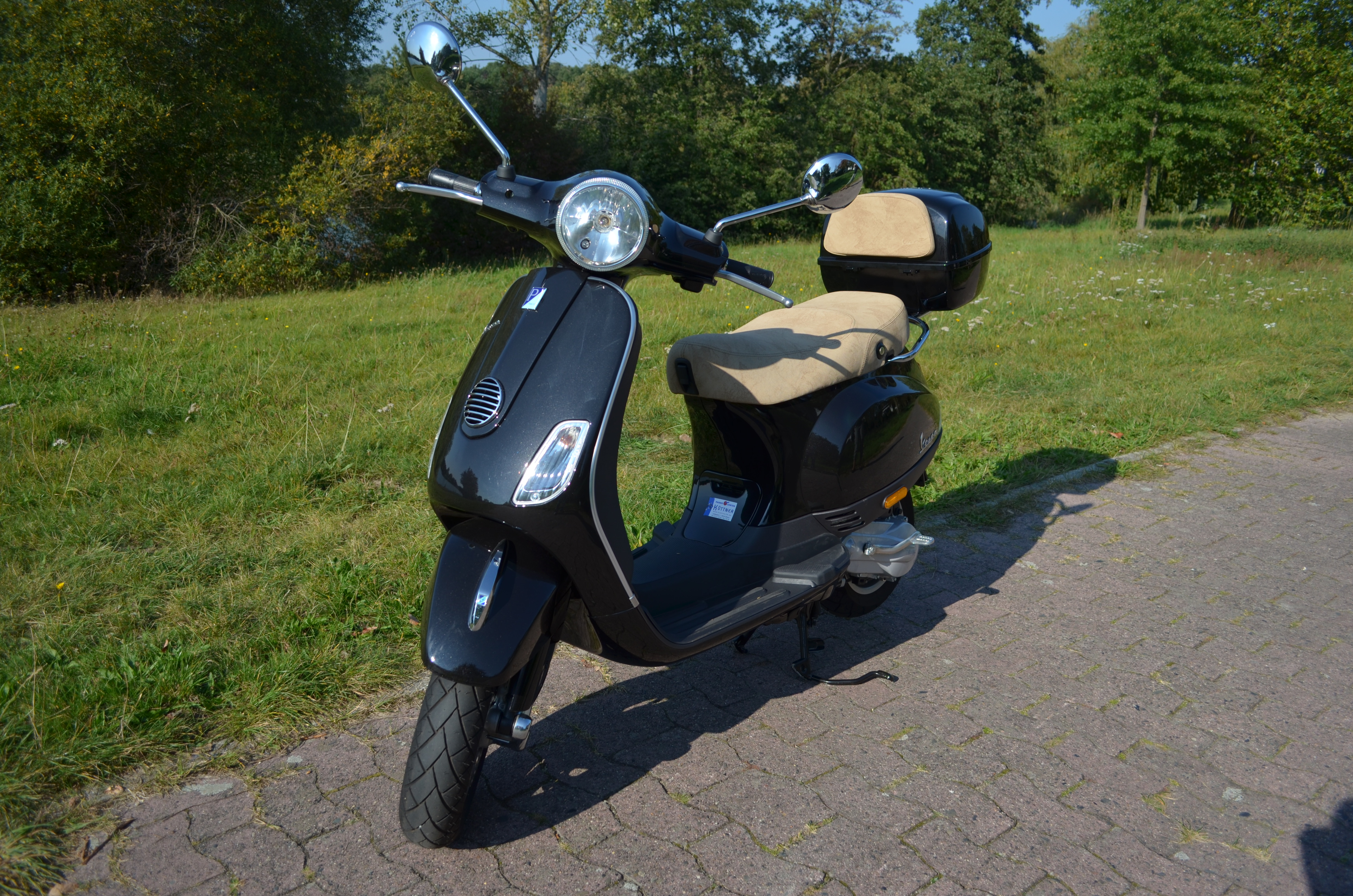
Vespa LX 50

Die Vespa LX ist ein Motorroller des Herstellers Piaggio, der seine klassische Produktlinie unter dem Markennamen Vespa vertreibt.

## Modellgeschichte

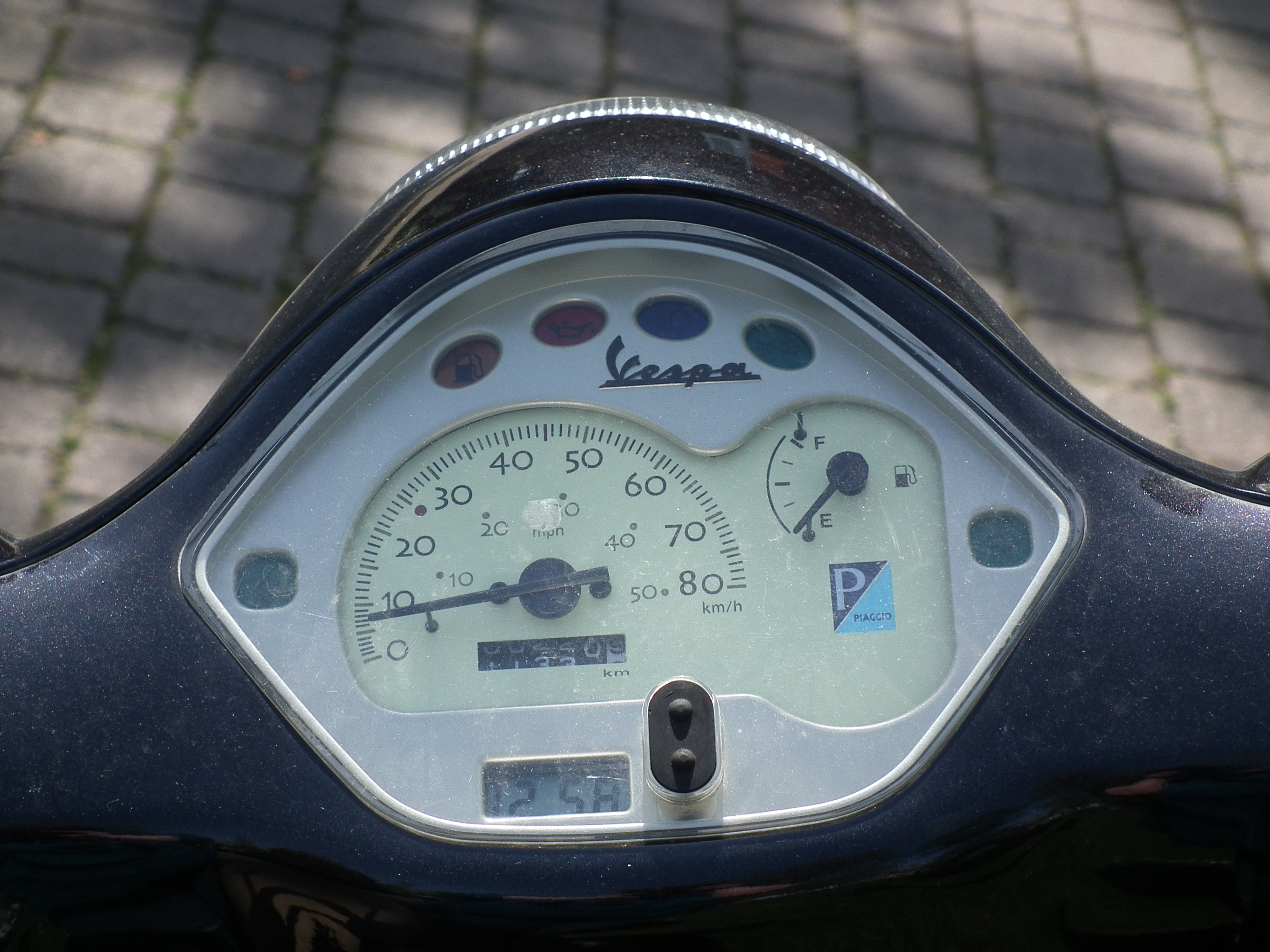
Armaturen der Vespa LX 50

Die Vespa LX wurde Ende 2004 als Nachfolger der Vespa ET vorgestellt und war ab 2005 mit einem 50-cm³-Zweitaktmotor, einem 125-cm³-Viertaktmotor sowie einem 150-cm³-Viertaktmotor erhältlich. In Italien war auch ein 50-cm³-Viertaktmotor mit zwei Ventilen im Programm. Technisch baut die Vespa LX auf der Vespa ET auf, von der Piaggio die Motoren übernommen hat. 

## Modellpflege
Im Rahmen der Modellpflege werden seit 2008 auch ein 50-cm³-Vierventil-Viertaktmotor und seit 2010 der 125-cm³- und 150-cm³-Viertaktmotor mit Benzineinspritzung angeboten. Sämtliche Modelle haben eine selbsttragende Karosserie aus Stahlblech, einen luftgekühlten Einzylindermotor und ein stufenloses automatisches Keilriemengetriebe. Durch den kurzen Radstand ist die Vespa LX sehr wendig und eignet sich besonders für den Stadt- und Kurzstreckenverkehr. Das Staufach unter der Sitzbank und das Fach im Beinschild machen sie auch ausreichend alltagstauglich.
2010 erhielt die Vespa LX im Jahr einige Elemente der Vespa GTS wie die Finne am vorderen Kotflügel oder den verchromten Einlass am Beinschild. Zugleich wurden die beiden hubraumstärkeren Motoren mit einer elektronischen Benzineinspritzung versehen, wodurch sich der Verbrauch etwas senkte.
Seit Sommer 2012 wird in der Vespa LX auch jener neu entwickelte 3-Ventil-Motor angeboten, der Ende 2011 gleichzeitig mit Vespa Quarantasei vorgestellt wurde und auch in der in Indien produzierten Vespa LX verwendet wird. Dieser Motor verbraucht bei etwas höherer Leistung rund 30 % weniger Kraftstoff und hat längere Wartungsintervalle. Außerdem wurde das stufenlose Getriebe überarbeitet.

## Vespa S
Als sportlicher Ableger der Vespa LX wurde 2009 die Vespa S vorgestellt. Die Vespa S mit der Technik der Vespa LX unterscheidet sich nur in einigen Details: Ein viereckiger Frontscheinwerfer, eine Sportsitzbank, andere Spiegel, eine Retro-Armaturentafel und hochgezogene Kunststoffverblendungen verleihen ihr eine sportliche Note. Auch technisch profitiert die Vespa S von der Modellpflege an der Vespa LX.

## Nachfolger
Im Herbst 2013 wurde die Vespa LX von der Vespa Primavera abgelöst, auf Basis der Vespa LX und auch mit deren Motor. Ebenso wurde die Vespa S von der Vespa Sprint abgelöst, einer leicht abgewandelten Vespa Primavera.

## Sondermodelle

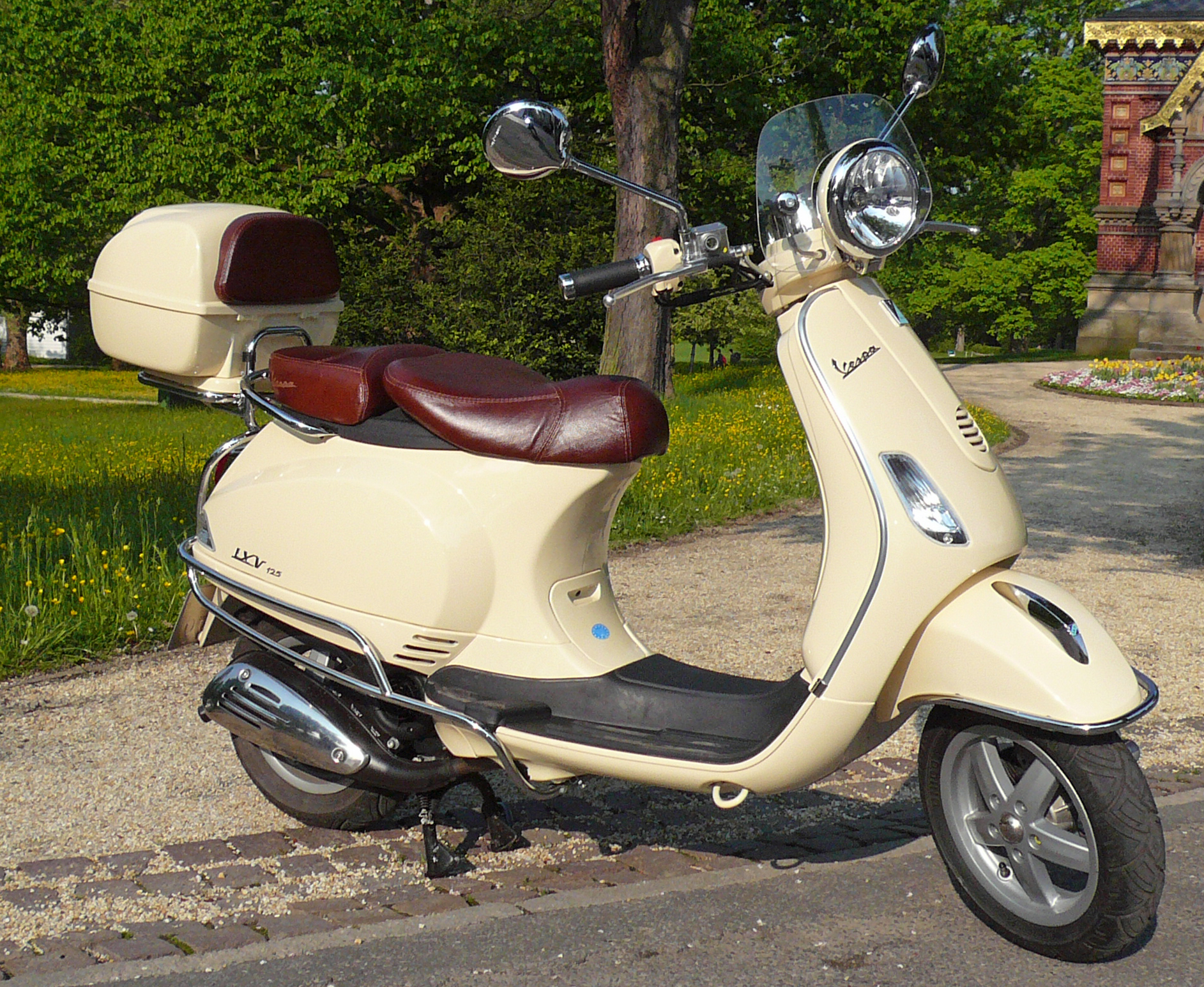
Vespa LXV 125

Das Kürzel LX steht im römischen Zahlensystem für 60: 2006 feierte Piaggio das 60-jährige Jubiläum der Vespa. 2006 wurde auch das Jubiläumsmodell, die Vespa LXV vorgestellt, die mit einem verchromten Lenker, klassischen Armaturen und einer Ledersitzbank an die ersten Fahrzeuge der Marke Vespa erinnert – das V steht dabei für Vintage. Technisch gleicht sie der Vespa LX. Jährlich erscheinen auch Sondermodelle mit besonderer Ausstattung oder Lackierungen: Die Vespa LX 125 Touring hat zwei verchromte Gepäckträger und ein Mini-Windschild, die Vespa LX 50 Rosa Chic ist mit einer rosa Metallic-Lackierung versehen und die Vespa S 50 College hat eine Zweifarben-Lackierung. Auch von der Vespa S gibt das Sondermodell Vespa S Sport mit seitlichen Sportstreifen, Chromteilen, einer Ziernaht auf der gerippten Sitzbank und einem roten Stoßdämpfer an der Vorderradschwinge.

## Modellübersicht
|                                 | LX 50 2T                                                            | LX 50 4T                                                            | LX 50 4T 4V                                                         | LX 125                                                              | LX 125 i. e.                                                        | LX 150                                                              | LX 150 i. e.                                                        | LX 125 3V                                                           | LX 150 3V                                                           |
| ------------------------------- | ------------------------------------------------------------------- | ------------------------------------------------------------------- | ------------------------------------------------------------------- | ------------------------------------------------------------------- | ------------------------------------------------------------------- | ------------------------------------------------------------------- | ------------------------------------------------------------------- | ------------------------------------------------------------------- | ------------------------------------------------------------------- |
| Bauzeit                         | seit 2005                                                           | 2005–2007                                                           | seit 2008                                                           | 2005–2010                                                           | 2010–2012                                                           | 2005–2010                                                           | 2010–2012                                                           | ab 2012                                                             | ab 2012                                                             |
| Präfix der Rahmennummer         | ZAPC381                                                             | ZAPM383                                                             | ZAPM387                                                             | ZAPM443 (Euro 2: ZAPM441)                                           | ZAPM681                                                             | ZAPM442                                                             | ZAPM682                                                             | ZAPM683                                                             | ZAPM684                                                             |
| Motorbauart                     | Zweitakt                                                            | Hi-PER 4-Viertakt                                                   | Hi-PER 4-Viertakt                                                   | L.E.AD.E.R.-Viertaktmotor                                           | L.E.AD.E.R.-Viertaktmotor                                           | L.E.AD.E.R.-Viertaktmotor                                           | L.E.AD.E.R.-Viertaktmotor                                           | L.E.M.-4T-Motor                                                     | L.E.M.-4T-Motor                                                     |
| Zahl der Ventile                | keine                                                               | 2                                                                   | 4                                                                   | 2                                                                   | 2                                                                   | 2                                                                   | 2                                                                   | 3                                                                   | 3                                                                   |
| Gemischaufbereitung             | Vergaser                                                            | Vergaser                                                            | Vergaser                                                            | Vergaser                                                            | Einspritzung                                                        | Vergaser                                                            | Einspritzung                                                        | Einspritzung                                                        | Einspritzung                                                        |
| Hubraum                         | 49 cm³                                                              | 49 cm³                                                              | 49 cm³                                                              | 124 cm³                                                             | 124 cm³                                                             | 151 cm³                                                             | 151 cm³                                                             | 124 cm³                                                             | 155 cm³                                                             |
| Bohrung × Hub (mm)              | 40,0 × 39,3                                                         | 39,0 × 41,8                                                         | 39,0 × 41,8                                                         | 57,0 × 48,6                                                         | 57,0 × 48,6                                                         | 62,8 × 48,6                                                         | 62,8 × 48,6                                                         | 52,0 × 58,6                                                         | 58,0 × 58,6                                                         |
| max. Leistung (PS) bei 1/min    | 3,2 kW (4,4 PS) 7500                                                | 2,5 kW (3,4 PS) 6500                                                | 3,2 kW (4,4 PS) 8500                                                | 7,9 kW (10,7 PS) 8250                                               | 7,9 kW (10,7 PS) 8250                                               | 8,6 kW (11,7 PS) 8000                                               | 8,6 kW (11,7 PS) 8000                                               | 8,5 kW (11,6 PS) 8250                                               | 9,5 kW (12,9 PS) 7750                                               |
| max. Drehmoment bei 1/min       | 4,4 Nm 6500                                                         |                                                                     | 3,8 Nm 7750                                                         | 9,6 Nm 6500                                                         | 9,6 Nm 6500                                                         | 11,8 Nm 6250                                                        | 11,8 Nm 6250                                                        | 10,7 Nm 6500                                                        | 12,8 Nm 6250                                                        |
| Getriebe                        | stufenloses automatisches Keilriemengetriebe und Fliehkraftkupplung | stufenloses automatisches Keilriemengetriebe und Fliehkraftkupplung | stufenloses automatisches Keilriemengetriebe und Fliehkraftkupplung | stufenloses automatisches Keilriemengetriebe und Fliehkraftkupplung | stufenloses automatisches Keilriemengetriebe und Fliehkraftkupplung | stufenloses automatisches Keilriemengetriebe und Fliehkraftkupplung | stufenloses automatisches Keilriemengetriebe und Fliehkraftkupplung | stufenloses automatisches Keilriemengetriebe und Fliehkraftkupplung | stufenloses automatisches Keilriemengetriebe und Fliehkraftkupplung |
| Rollendimension und Gewicht     | 19x15,5 7,5g                                                        | 19x15,5 6,5g                                                        | 19x15,5 5,3g                                                        | 19x17 8,7g                                                          | 19x17 8,7g                                                          | 19x17 10,2g                                                         | 19x17 10,2g                                                         | 20,1x17                                                             | 19x17                                                               |
| Höchstgeschwindigkeit 1)        | 45 / 68 km/h 2)                                                     | 45 km/h                                                             | 45 / 63 km/h 2)                                                     | 91 km/h                                                             | 91 km/h                                                             | 93 km/h                                                             | 93 km/h                                                             | 93 km/h                                                             | 95 km/h                                                             |
| Beschleunigung von 0–40 km/h 1) | 10,2 s                                                              |                                                                     | 8,7 s                                                               |                                                                     |                                                                     |                                                                     |                                                                     |                                                                     |                                                                     |
| Beschleunigung von 0–50 km/h 1) |                                                                     |                                                                     |                                                                     | 5,9 s                                                               | 5,5 s                                                               |                                                                     |                                                                     |                                                                     |                                                                     |
| Beschleunigung von 0–80 km/h 2) |                                                                     |                                                                     |                                                                     | 15,7 s                                                              | 15,2 s                                                              |                                                                     |                                                                     |                                                                     |                                                                     |
| Benzinverbrauch in L/100 km 3)  | 3,8 - 4,6                                                           |                                                                     | 2,6 - 3,4                                                           | 2,9 - 3,7                                                           | 2,7 - 3,5                                                           |                                                                     |                                                                     |                                                                     |                                                                     |
| Bereifung                       | vorne: 110/70-11 45L hinten: 120/70-10 54L                          | vorne: 110/70-11 45L hinten: 120/70-10 54L                          | vorne: 110/70-11 45L hinten: 120/70-10 54L                          | vorne: 110/70-11 45L hinten: 120/70-10 54L                          | vorne: 110/70-11 45L hinten: 120/70-10 54L                          | vorne: 110/70-11 45L hinten: 120/70-10 54L                          | vorne: 110/70-11 45L hinten: 120/70-10 54L                          | vorne: 110/70-11 45L hinten: 120/70-10 54L                          | vorne: 110/70-11 45L hinten: 120/70-10 54L                          |
| Tankinhalt                      | 8,5 l                                                               | 8,5 l                                                               | 8,5 l                                                               | 8,5 l                                                               | 8,5 l                                                               | 8,5 l                                                               | 8,5 l                                                               | 8,5 l                                                               | 8,5 l                                                               |
| Abgasnorm                       | Euro 2                                                              | Euro 2                                                              | Euro 2                                                              | Euro 3                                                              | Euro 3                                                              | Euro 2                                                              | Euro 3                                                              | Euro 3                                                              | Euro 3                                                              |
| Serviceintervalle 4)            | 5000 (2500) km                                                      |                                                                     | 6000 (3000) km                                                      | 6000 (3000) km                                                      | 6000 (3000) km                                                      | 6000 (3000) km                                                      | 6000 (3000) km                                                      | 10000 (5000) km                                                     | 10000 (5000) km                                                     |

- 1 kann je nach Gewicht des Fahrers und abhängig von den vorgenommenen Umbauten leicht variieren
- 2 Das bezieht sich auf das ungedrosselte Modell, das in der Schweiz vertrieben wird. Dieses Modell hat auch einen 2-fachen Katalysator (entspricht Euro 3).
- 3 kombinierter Verbrauch, Benzin bleifrei, 95 Oktan (Eurosuper)
- 4 Bei den Kilometerständen in Klammern ist meist nur eine Kontrolle des Ölstandes (samt Auffüllen) erforderlich.

## Marktsituation
Zwischen 2006 und 2014 wurden weltweit etwa 740.000 Vespa LX produziert und verkauft. Alleine in Deutschland wurden bis Ende 2013 rund 50.000 Vespa LX mit 50 cm³ und rund 10.000 Vespa LX mit 125 cm³ zugelassen.

## Galerie

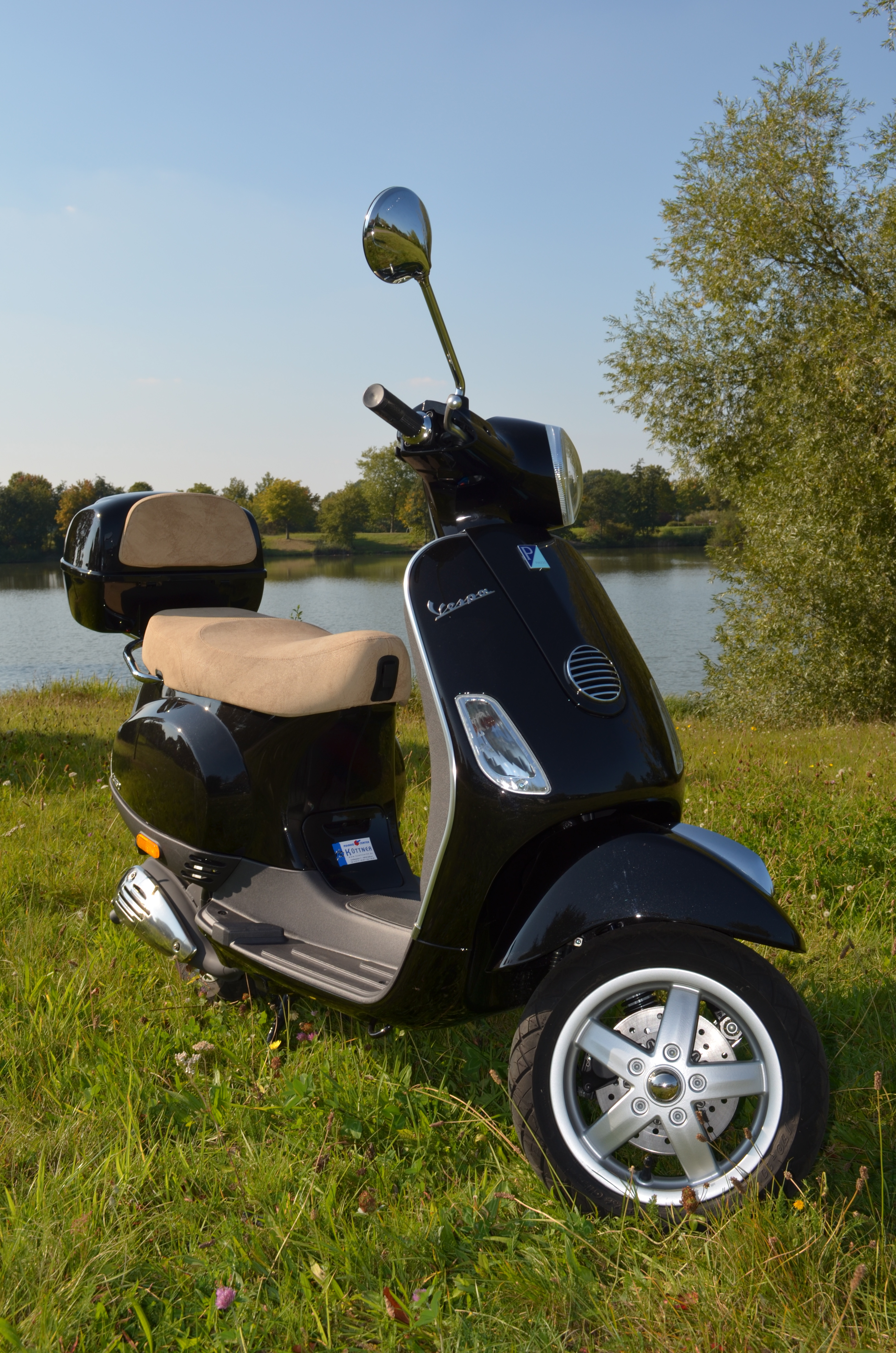
Vespa LX 50 2T
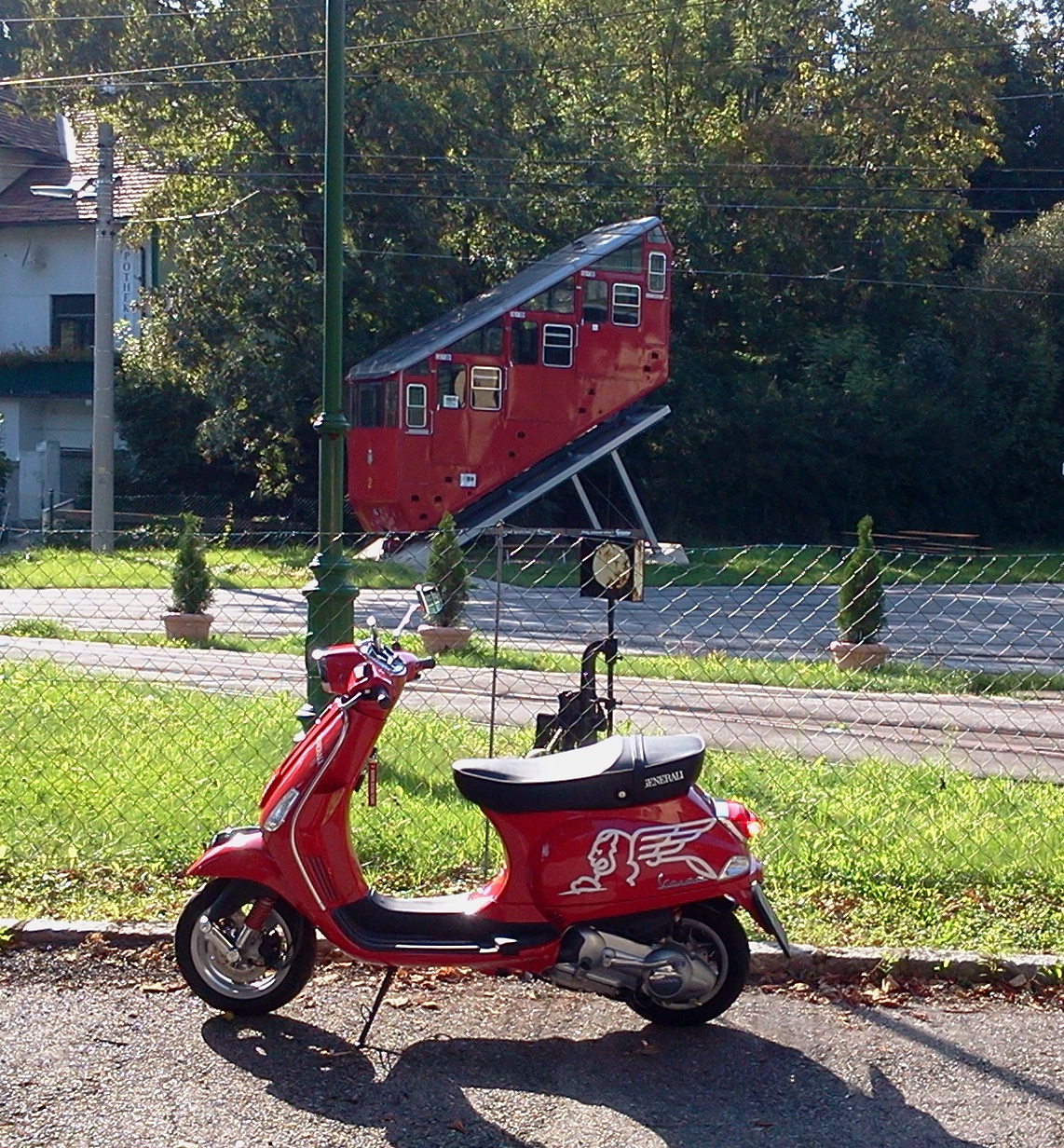
Vespa S 125
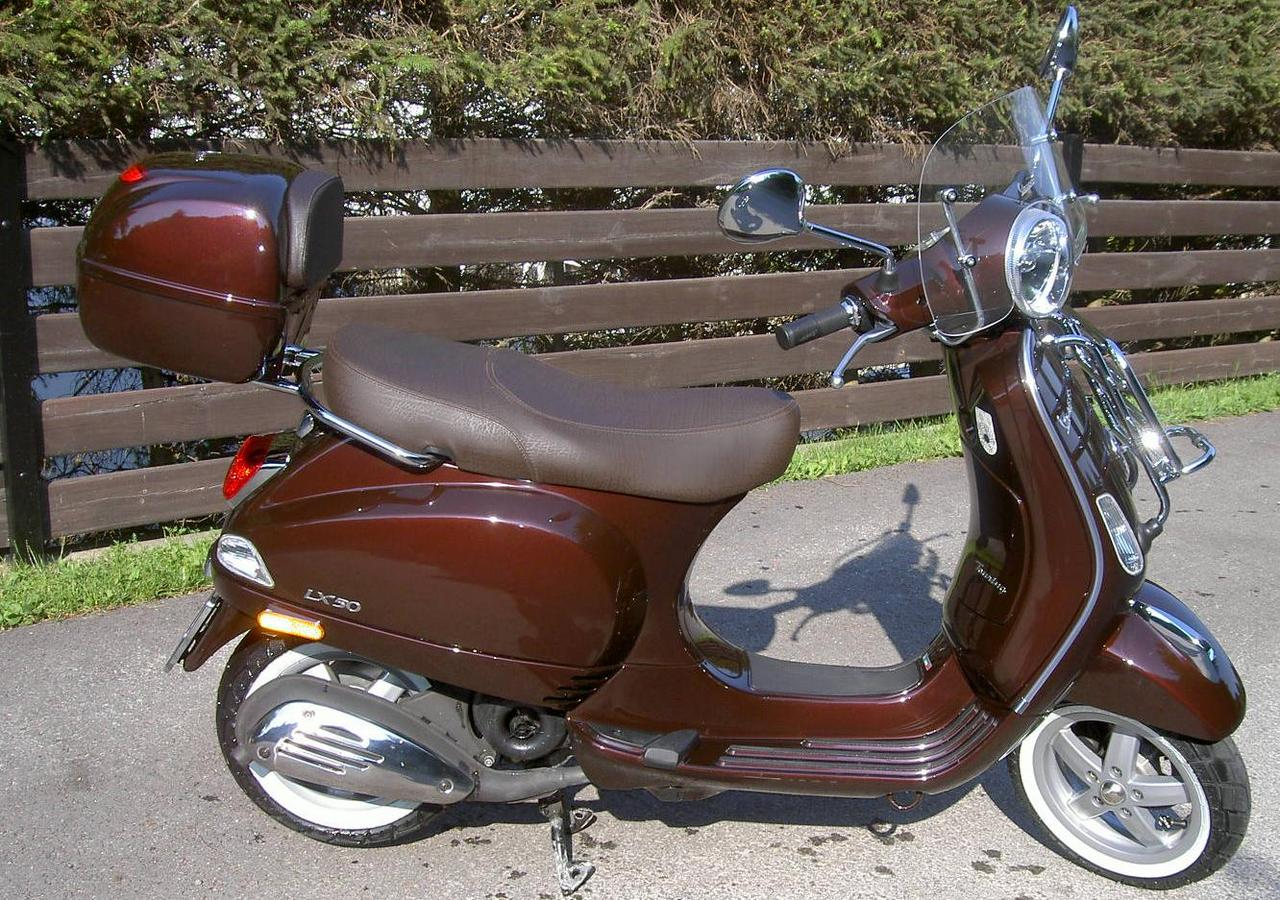
Vespa LX 50 touring
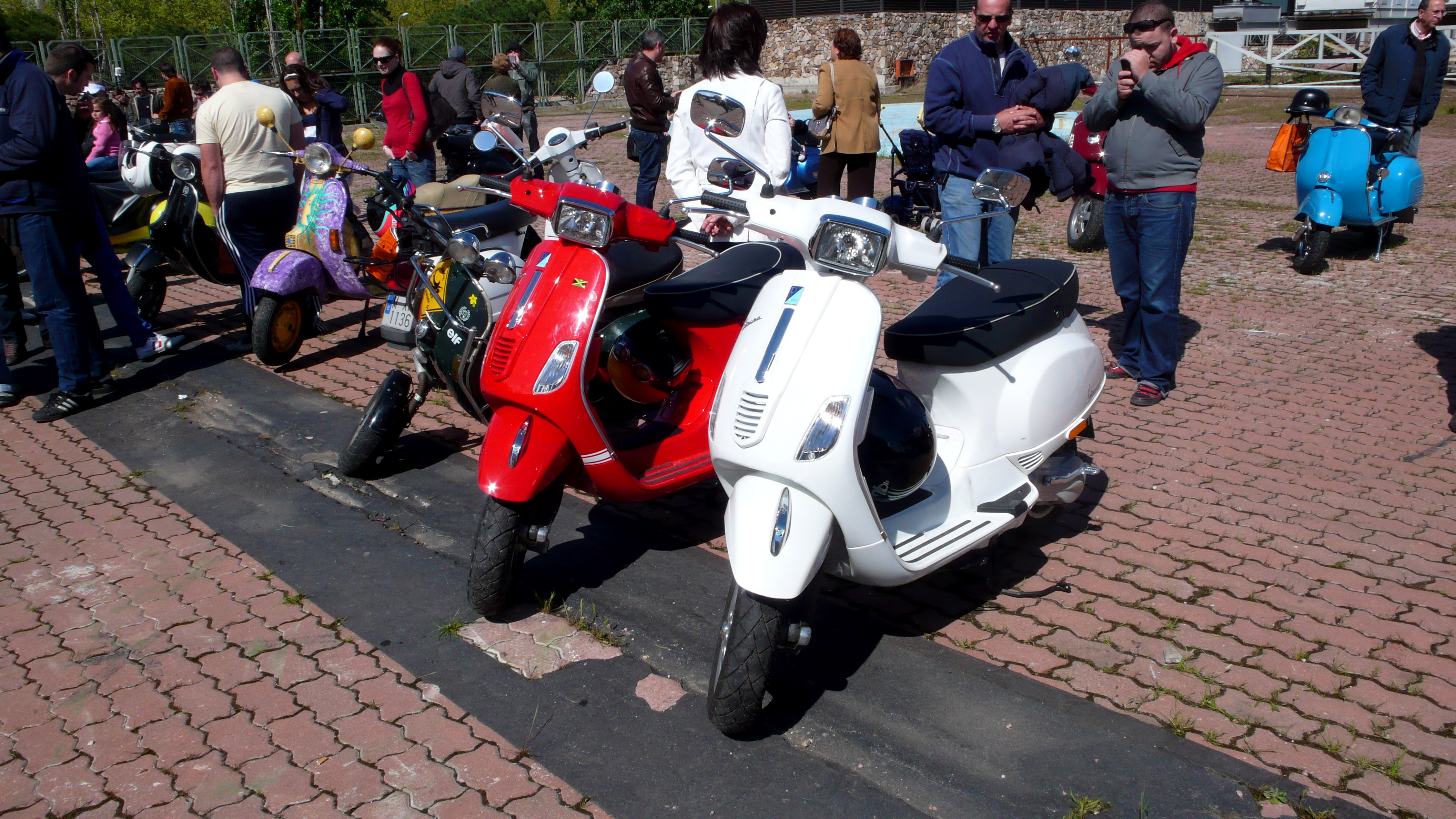
Vespa S 50 und S 125
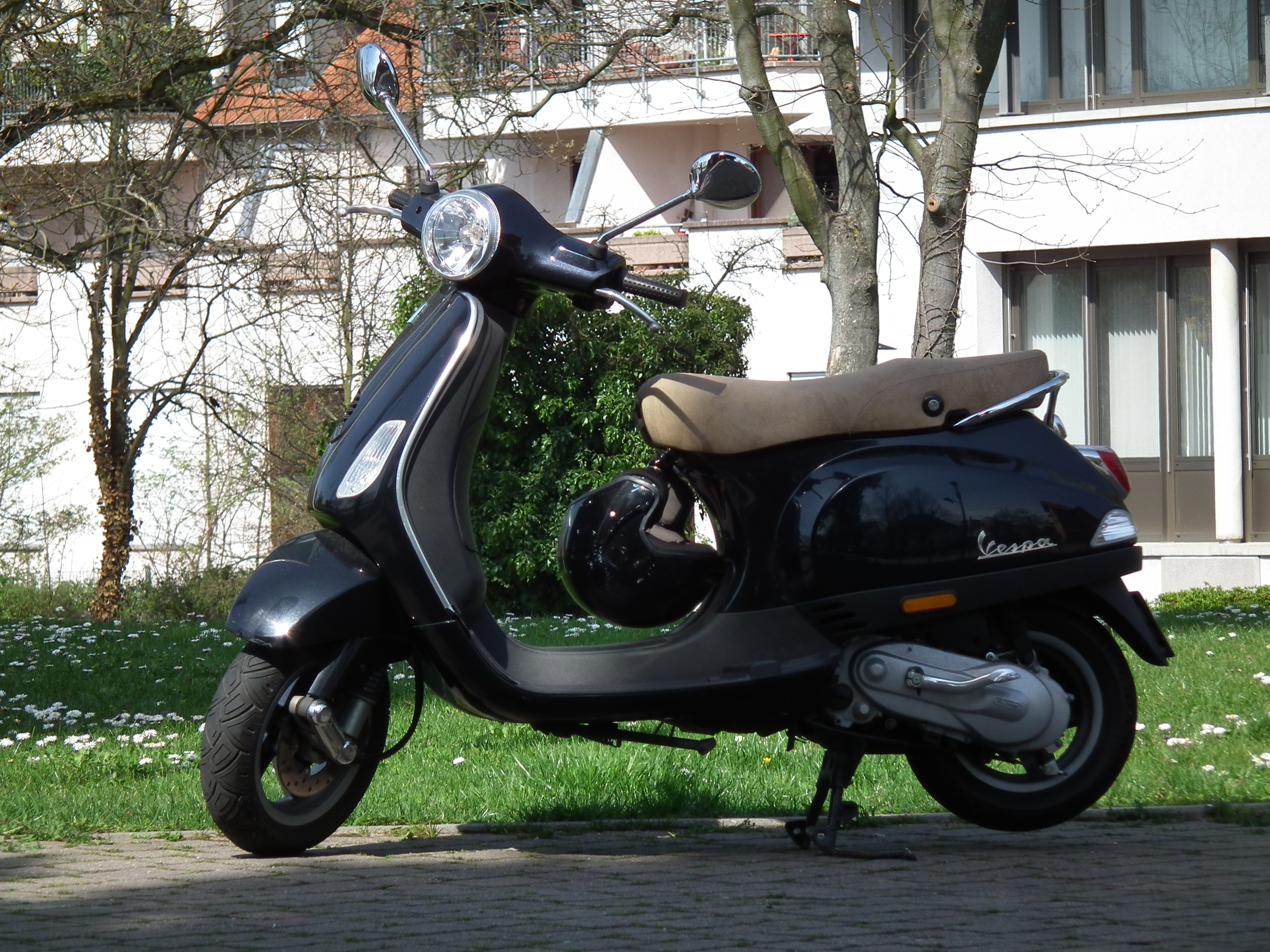
Vespa LX 50
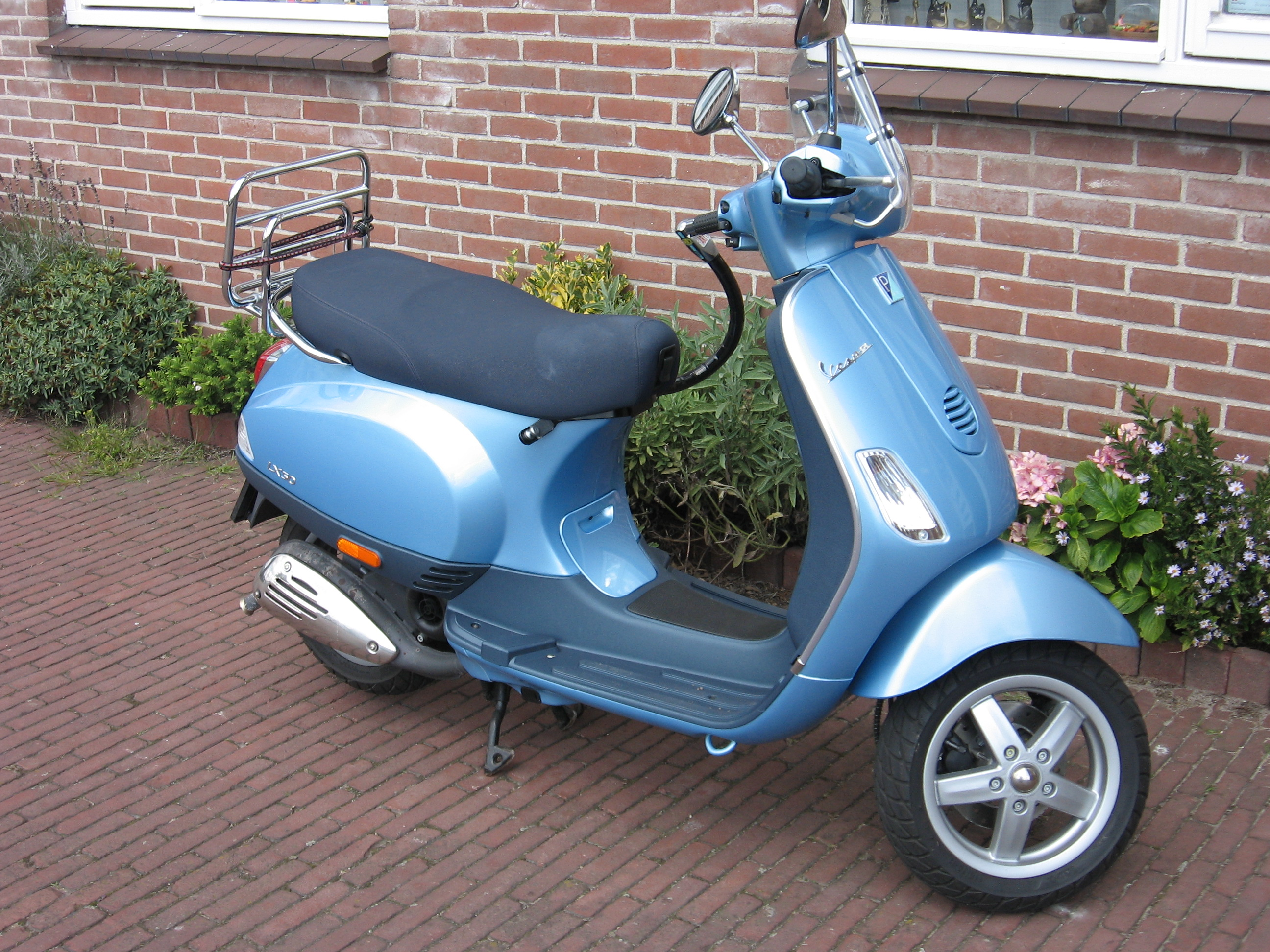
Vespa LX 50
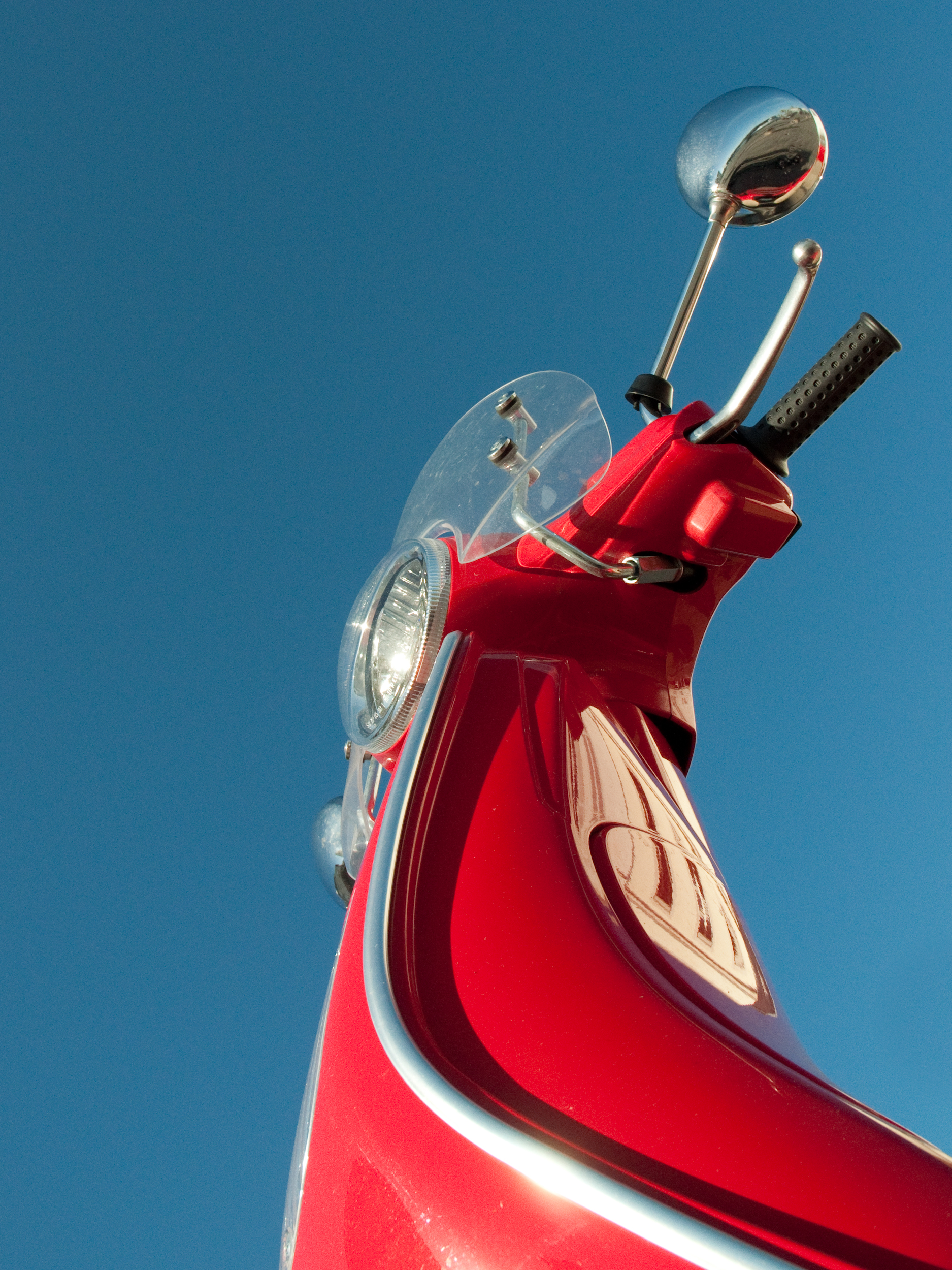
Vespa LX 125
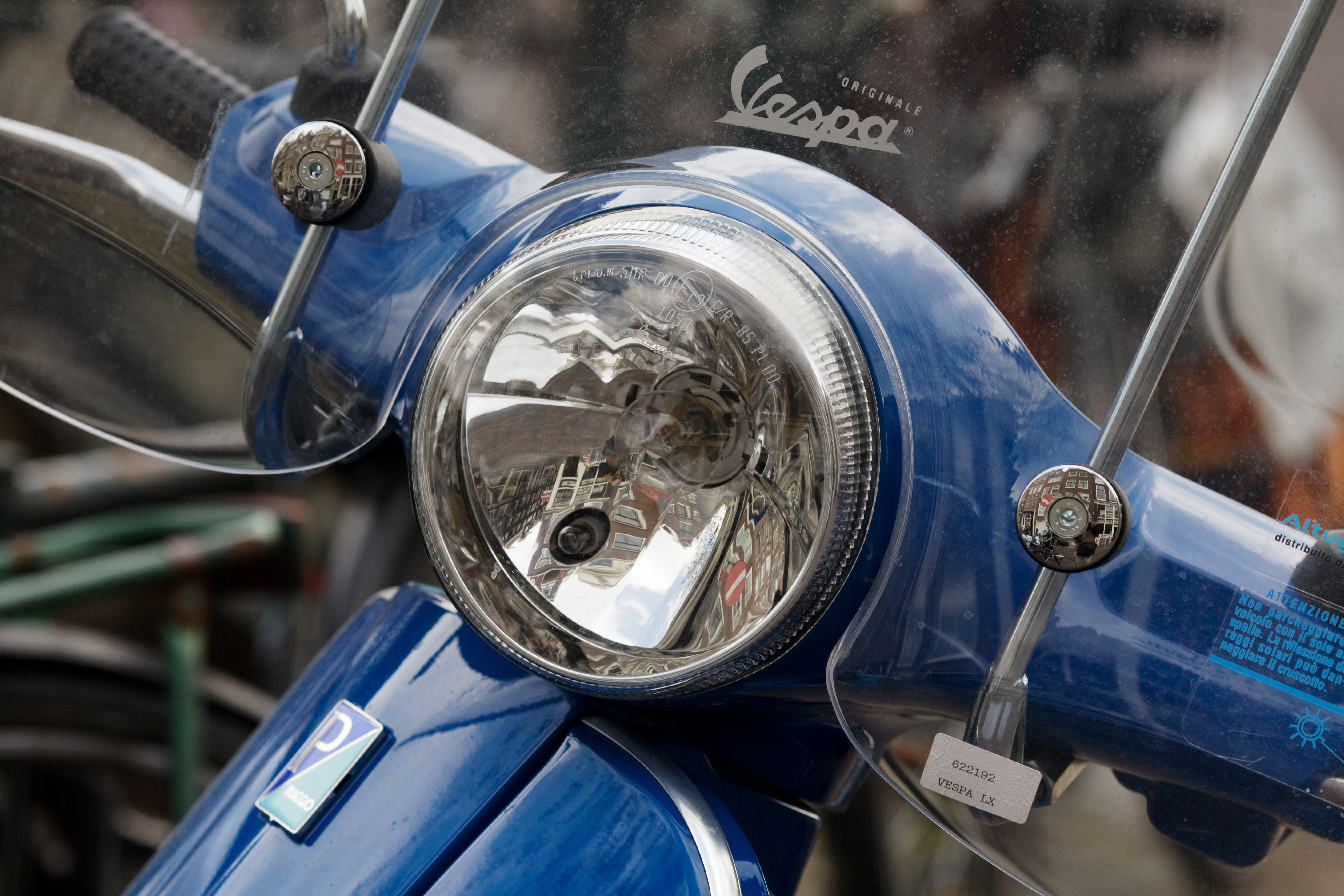
Scheinwerfer der Vespa LX
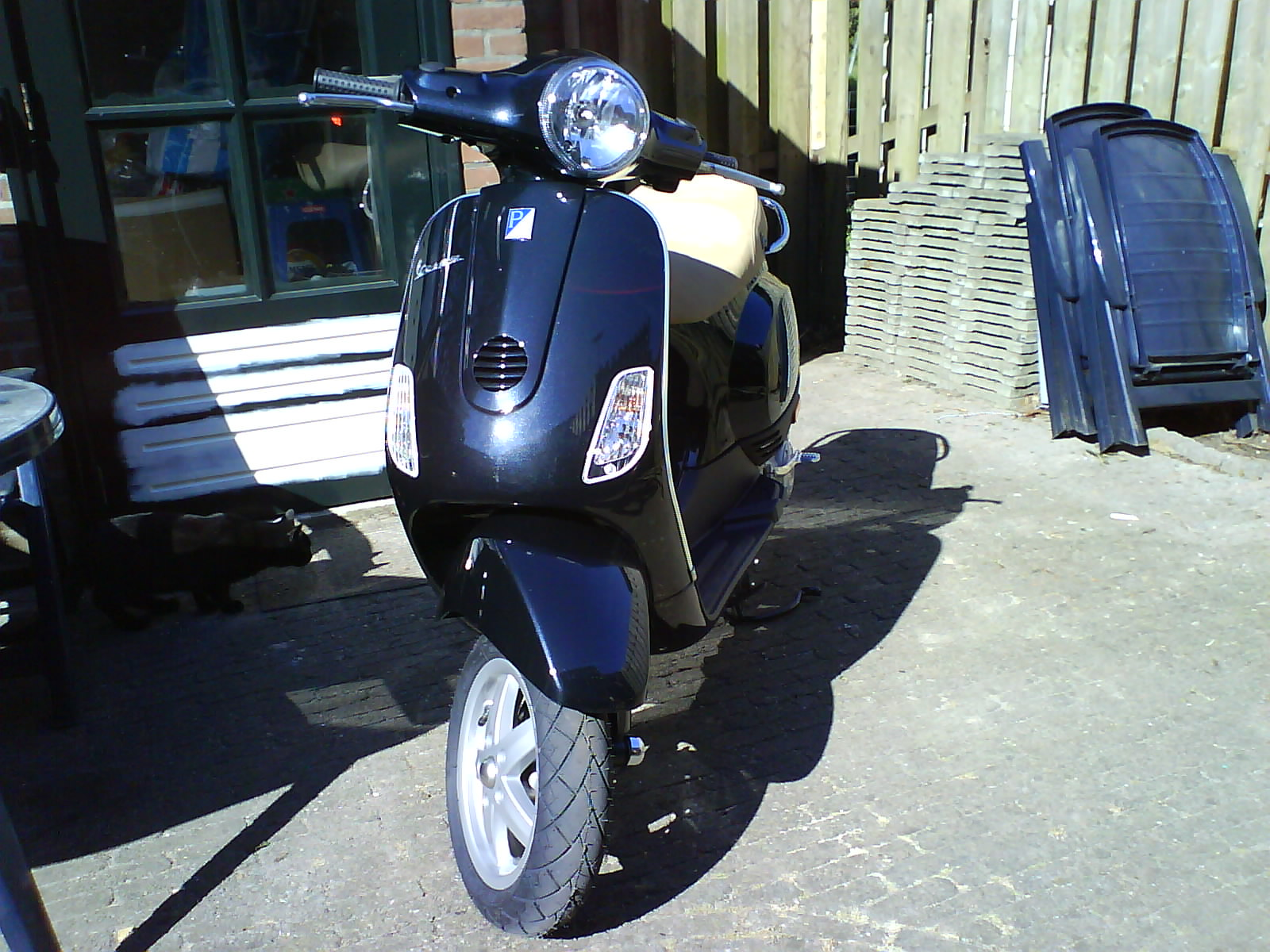
Vespa LX 50 4T
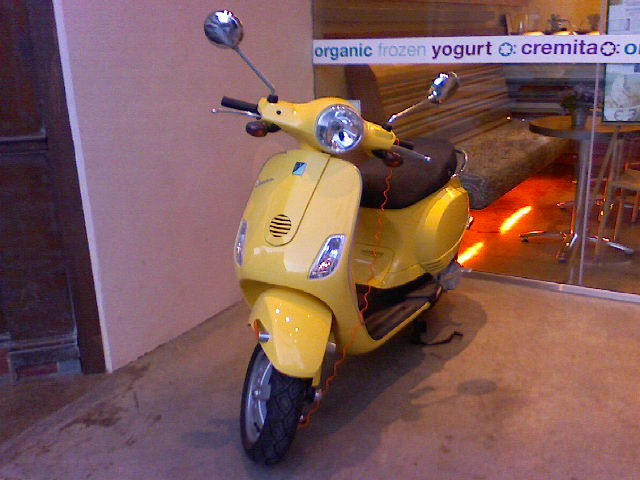
Vespa LX
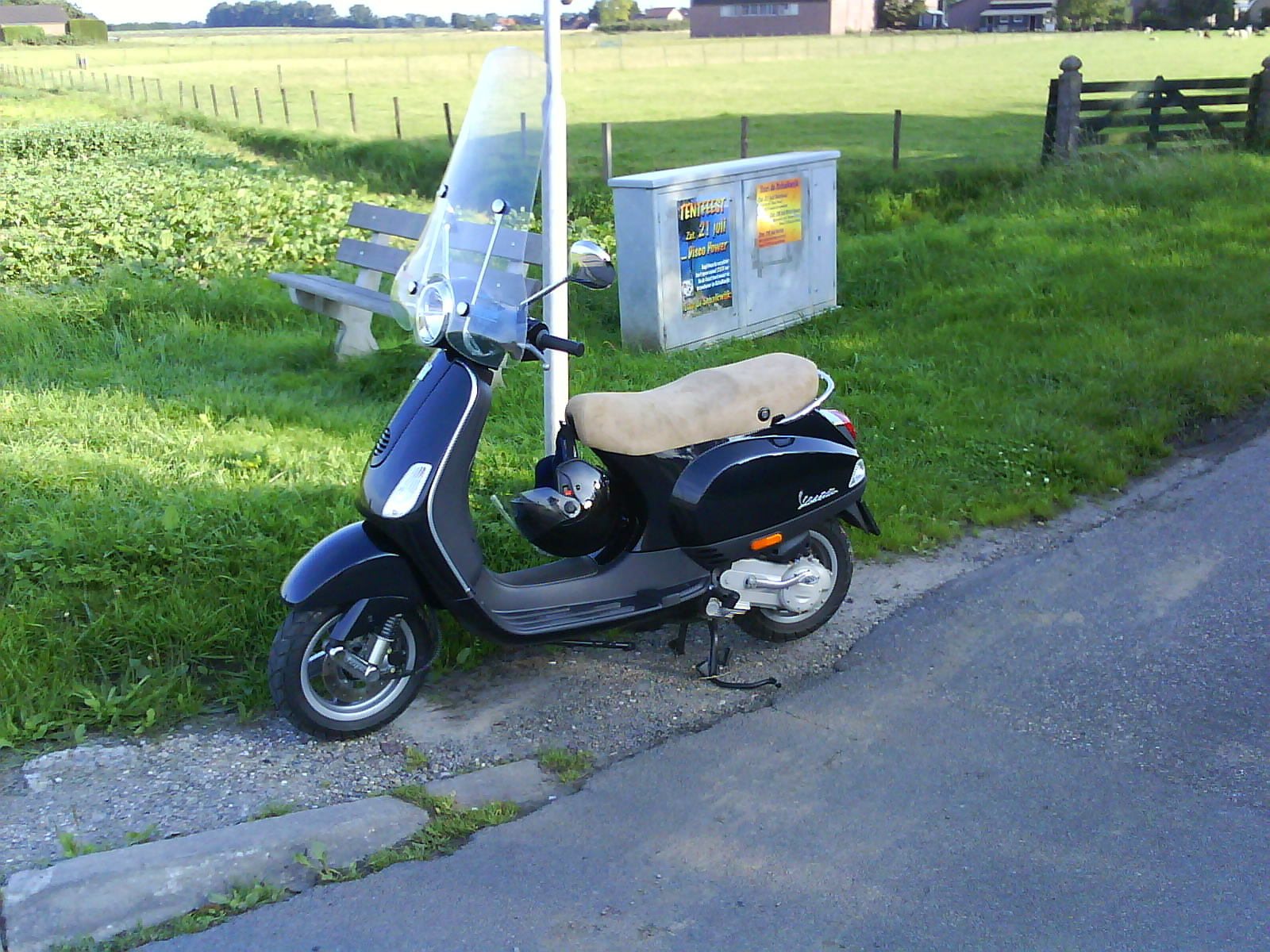
Vespa LX, Windschild
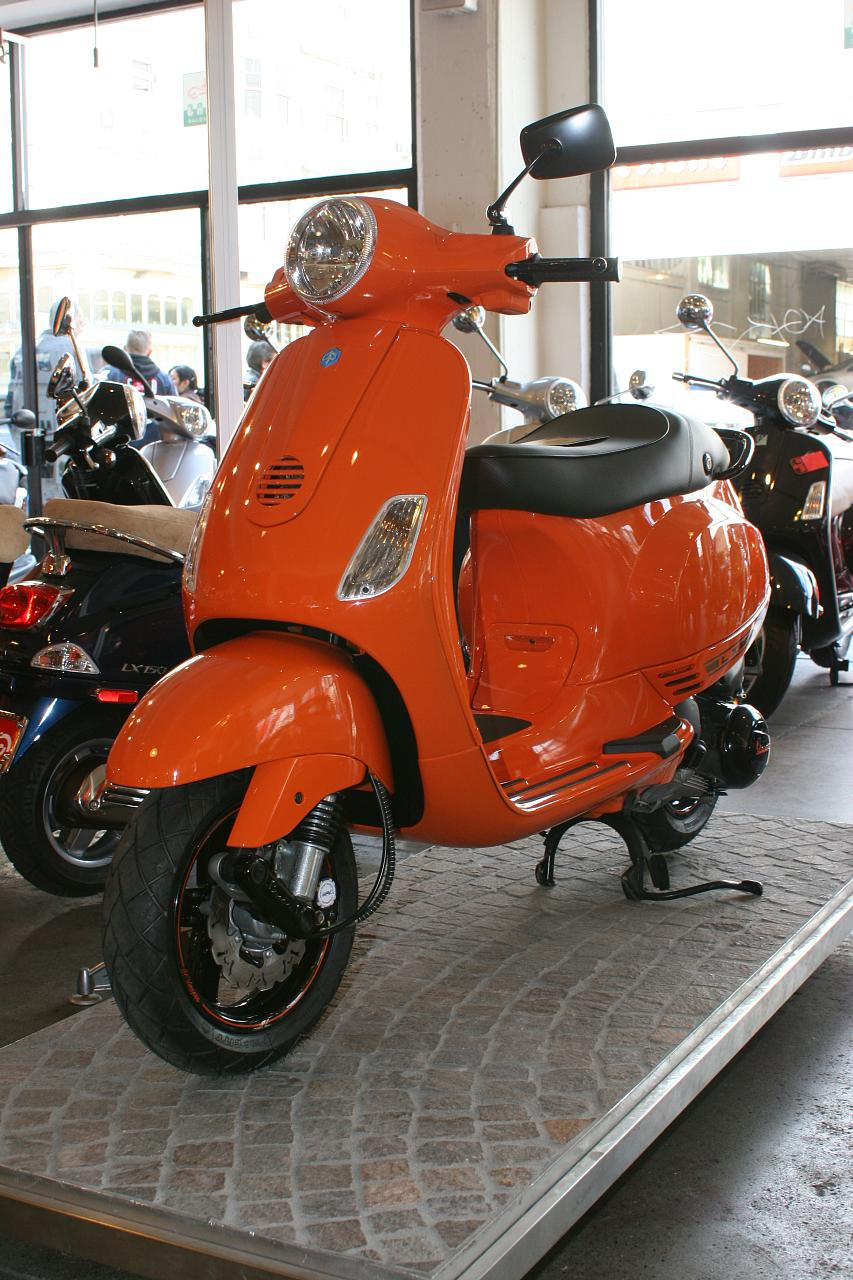
Vespa LX 150
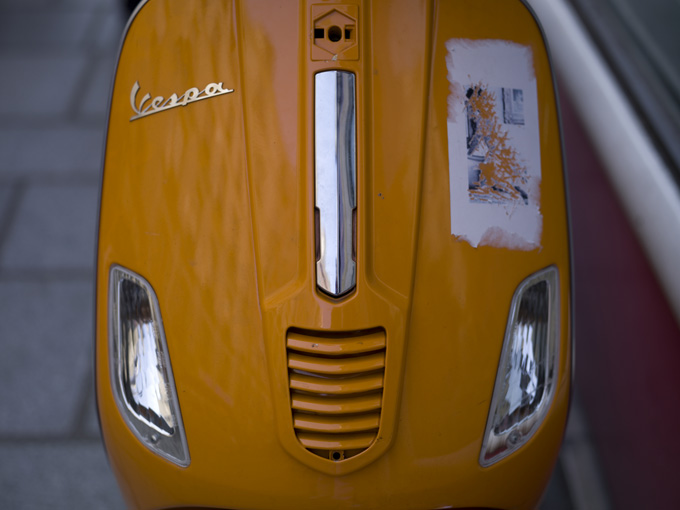
Beinschild der Vespa S
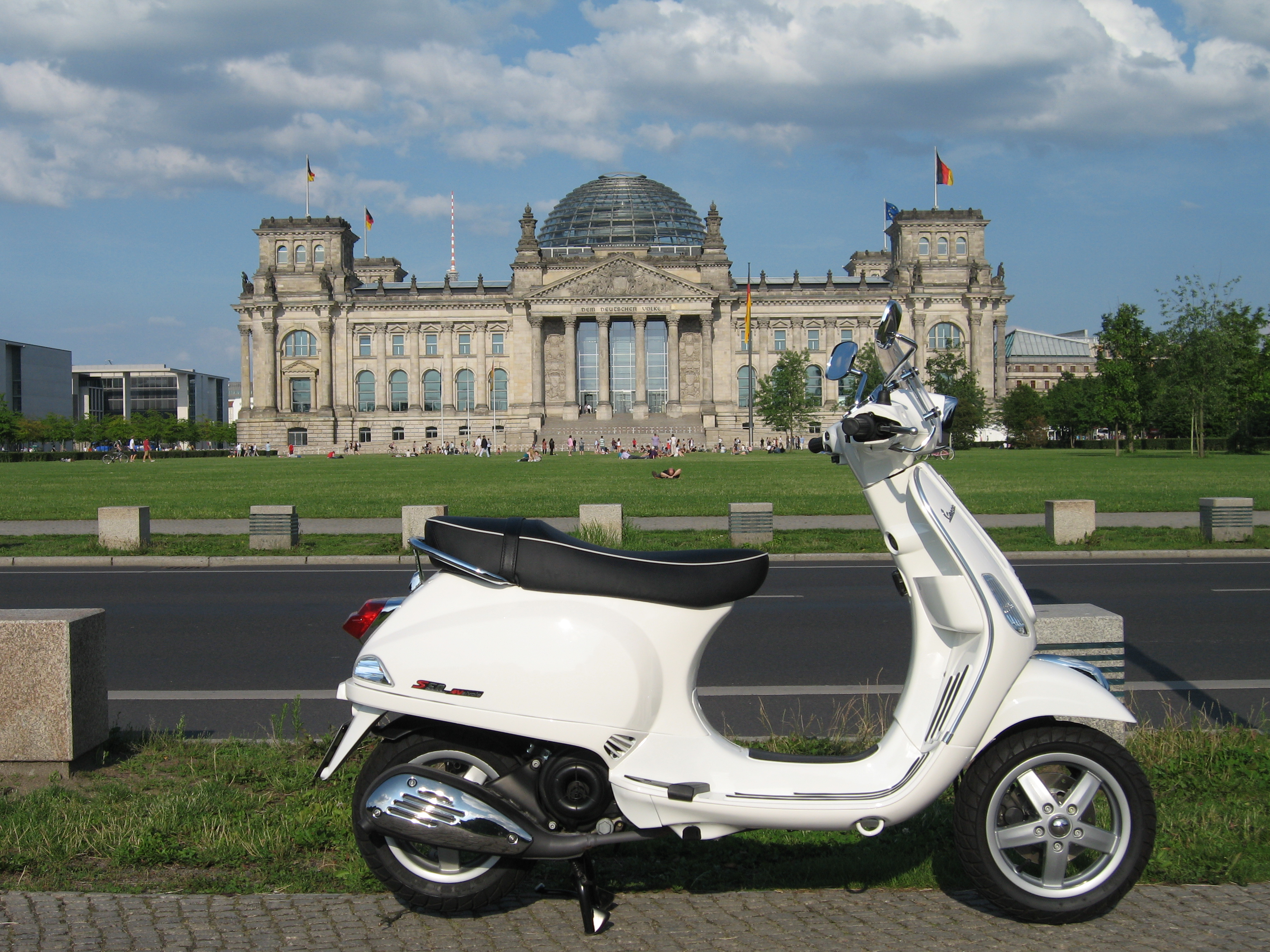
Vespa S mit Zubehör